# 沃斯托克湾
沃斯托克灣（俄语：Залив Восток），前称乌吉密崴湾，是彼得大帝灣内的海灣，处特鲁德内半岛以西，由濱海邊疆區負責管轄，長15公里，寬6公里，面积38.25平方公里，岸长34公里。利托夫卡河和沃尔昌卡河注入该湾。1860年，瓦西里·马特维耶维奇·巴布金以东方号纵帆船命名。